# Телефонный переворот
Телефонный переворот или Рождественский переворот — военный переворот, осуществлённый 24 декабря 1990 года суринамской армией во главе с её главнокомандующим подполковником Дези Баутерсе. В результате этого переворота от власти был отстранён действующий президент Рамсевак Шанкар, парламент и правительство распущены.

## Предыстория
25 февраля 1980 года в Суринаме был совершён военный переворот. Он был организован старшим сержантом Дези Баутерсе. Баутерсе стал править Суринамом как диктатор, став главой созданного им Национального военного совета (присвоив себе воинское звание подполковника — высшее в суринамской армии). Он распустил парламент, отменил конституцию, ввёл в стране чрезвычайное положение и создал специальный трибунал, который рассматривал дела членов прежнего правительства и предпринимателей.
В 1987 году Баутерсе согласился на восстановление конституции и проведение выборов, на условии, что он останется главой вооружённых сил Суринама. Однако на проведённых в ноябре того же года выборах партия, которую возглавлял Баутерсе, получила только 3 из 51 места в Национальной ассамблее, в то время как оппозиция — 40. На президентских выборах, которые состоялись 25 января 1988 года, победу одержал Рамсевак Шанкар, которого недолюбливали в армии, премьер-министром стал Хенк Аррон, свергнутый армией в 1980 году. Напряжение между правительством и армией нарастало. 22 декабря 1990 года Баутерсе подал в отставку, заявив при этом, что не может выполнять приказания клоуна, который «не имеет гордости и достоинства».

## Переворот
24 декабря 1990 года, около полуночи, исполняющий обязанности главнокомандующего армии, начальник полиции Айван Граанугст заявил президенту Рамсеваку Шанкару по телефону, что тот низложен и ему и его правительству «лучше остаться дома». 27 декабря правительство было отправлено в отставку, Национальная ассамблея распущена, а исполняющим обязанности президента стал Йоханнес Самуэль Петрус Крааг. 31 декабря Баутерсе был вновь назначен главнокомандующим армии Суринама.

## Мировая реакция
В Нидерландах негативно отреагировали на переворот и прекратили выделение средств на развитие Суринама. Только после инаугурации президента Рональда Венетиана в 1991 году отношения между Суринамом и Нидерландами значительно улучшились.
В целом мировая общественность негативно восприняла переворот и под её давлением военные были вынуждены в мае 1991 провести выборы с участием международных наблюдателей.

## Последствия
Менее чем через год подполковник Баутерсе снова передал власть гражданскому правительству, которое вновь возглавила оппозиция. С тех пор Суринамом управляют коалиционные правительства. С 1991 по 1996 год президентом страны был Рональд Венетиан, противник Баутерсе. В 2010 году Баутерсе был избран президентом Суринама.